# Melanophryniscus atroluteus
Espèce
Synonymes
- Atelopus atro-luteus Miranda-Ribeiro, 1920

Statut de conservation UICN

 LC  : Préoccupation mineure
Melanophryniscus atroluteus est une espèce d'amphibiens de la famille des Bufonidae.

## Répartition
Cette espèce se rencontre jusqu'à 1 200 m d'altitude :
- au Brésil dans l'État du Rio Grande do Sul ;
- en Uruguay dans les départements d'Artigas, de Cerro Largo, de Paysandú, de Rocha, de Salto, de Tacuarembó et de Treinta y Tres ;
- dans le nord de l'Argentine dans les provinces de Corrientes, de Misiones, de Santa Fe et d'Entre Ríos ;
- au Paraguay dans le département d'Itapúa.

## Description

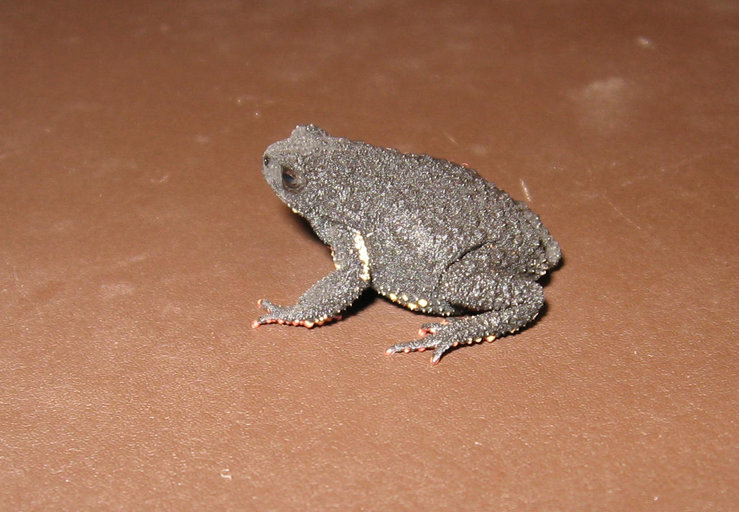
Melanophryniscus atroluteus

Les mâles mesurent de 18 à 22 mm et les femelles de 22 à 28 mm.

## Publication originale
- Miranda-Ribeiro, 1920 : Os brachycephalideos do Museu Paulista (com tres especies novas). Revista do Museu Paulista, vol. 12, p. 307-315 (texte intégral).